# Vlatko Bogdanovski
Vlatko Bogdanovski (mazedonisch Влатко Богдановски; * 31. Dezember 1964) ist ein nordmazedonischer Schachspieler. Er spielt für den Verein SK Alkaloid Skopje.
Die nordmazedonische Einzelmeisterschaft konnte er dreimal gewinnen: 1993, 1995 und 2009. Er spielte für Nordmazedonien bei sieben Schacholympiaden: 1994 bis 2000, 2004, 2012 und 2014. Außerdem nahm er viermal an den europäischen Mannschaftsmeisterschaften (1997 bis 2001, und 2013) und einmal an der Mannschaftsweltmeisterschaft (2001) teil.
Im Jahre 1988 wurde ihm der Titel Internationaler Meister (IM) verliehen, 1993 der Titel Großmeister (GM).
| Hier fehlt eine Grafik, die leider im Moment aus technischen Gründen nicht angezeigt werden kann. Wir arbeiten daran! |